# Punkt
Punkt je stará jednotka délky o velikosti 0,16 mm nebo 0,18 mm, českým slovem bod nebo tečka.

## v jiných jazycích
- v angličtině a ve francouzštině point
- v portugalštině porto
- ve španělštině a v italštině punto
- v ruštině točka

## Alternativní hodnoty
- v Rakousku-Uhersku byl jeden punkt roven 0,1825 mm – což bylo 1/1728 Fuss
- v Sasku byl jeden punkt roven 0,1638 mm

## Použitý zdroj
- Malý slovník jednotek měření, vydalo nakladatelství Mladá fronta v roce 1982, katalogové číslo 23-065-82